# Coniopteryx (Coniopteryx) tineiformis
Coniopteryx (Coniopteryx) tineiformis is een insect uit de familie van de dwerggaasvliegen (Coniopterygidae), die tot de orde netvleugeligen (Neuroptera) behoort. 
Coniopteryx (Coniopteryx) tineiformis is voor het eerst wetenschappelijk beschreven door Curtis in 1834.